# Святовасилівська селищна територіальна громада
Святовасилівська селищна територіальна громада (до 2016 року — Єлізарівська) — територіальна громада в Україні, в Дніпровському районі Дніпропетровської області. Адміністративний центр — селище Святовасилівка.
Площа громади — 231,9 км², населення — 4269 мешканців (2018).
Утворена 14 серпня 2015 року шляхом об'єднання Єлізарівської, Наталівської, Новомар'ївської та Промінської сільських рад Солонянського району.

## Населені пункти
До складу громади входять 23 населених пункта — 21 село та 2 селища:
| Населений пункт | Населення (2015) |
| --------------- | ---------------- |
| Святовасилівка  | 920              |
| Березнуватівка  | 734              |
| Новомар'ївка    | 611              |
| Промінь         | 465              |
| Незабудине      | 403              |
| Наталівка       | 329              |
| Рясне           | 244              |
| Орлове          | 202              |
| Чорнопарівка    | 189              |
| Незабудине      | 184              |
| Межове          | 133              |
| Грушівка        | 131              |
| Якимівка        | 129              |
| Томаківка       | 106              |
| Костянтинівка   | 105              |
| Хижине          | 94               |
| Шульгівка       | 82               |
| Дальнє          | 76               |
| Матросове       | 33               |
| Чернігівка      | 31               |
| Карайкове       | 20               |
| Голубинівка     | 13               |
| Барвінок        | 8                |